# Arabische Badmintonmeisterschaft 2011
Die Arabische Badmintonmeisterschaft 2011 fand vom 30. Oktober bis zum 3. November 2011 in Akaba statt.

## Sieger und Platzierte
| Disziplin    | Gold                       | Silber                      | Bronze                       |
| ------------ | -------------------------- | --------------------------- | ---------------------------- |
| Herreneinzel | Ammar Awad                 | Yara Azad                   | Mohammad Saleh               |
| Herreneinzel | Ammar Awad                 | Yara Azad                   | Mohammad Sawas               |
| Dameneinzel  | Sana Mahmoud               | Hadeal Krayem               | Razan Alkalefa               |
| Dameneinzel  | Sana Mahmoud               | Hadeal Krayem               | Tagred Aljalad               |
| Herrendoppel | Ammar Awad Mohammad Saleh  | Jehad Krayem Mohammad Sawas | Ehab Nobany Ramy Tamymi      |
| Herrendoppel | Ammar Awad Mohammad Saleh  | Jehad Krayem Mohammad Sawas | Mohammad Othman Moutaz Wasfy |
| Damendoppel  | Hadeal Krayem Sana Mahmoud | Dima Alardah Razan Alkalefa | Hanin Alwedyan Dmowa Amro    |
| Damendoppel  | Hadeal Krayem Sana Mahmoud | Dima Alardah Razan Alkalefa | Tagred Aljalad Sonya Barakat |
| Mixed        | Jehad Krayem Hadeal Krayem | Ammar Awad Sana Mahmoud     | Ehab Nobany Razan Alkalefa   |
| Mixed        | Jehad Krayem Hadeal Krayem | Ammar Awad Sana Mahmoud     | Ramy Tamymi Dana Alywat      |
| Herrenteams  | Syrien                     | Jordanien                   | Irak                         |
| Damenteams   | Syrien                     | Jordanien                   | Irak                         |